# Bíró János (újságíró)
Bíró János (Kide, 1913. január 21. – Kolozsvár, 1948. április 4.) magyar újságíró, novellaíró.

## Életútja
A kolozsvári unitárius kollégiumban érettségizett, első írása a Pásztortűzben jelent meg 1935-ben. A Keleti Újság belső munkatársa és rovatvezetője (1933-44), s a budapesti lapok színházi tudósítója. Szépirodalmi írásait az Erdélyi Helikon, Pásztortűz, Erdélyi Szemle közölte, Szakadék című regényének részletei a Keleti Újságban jelentek meg (1940). "A legkomolyabb írók számítanak rád" – üzente neki a Kelet Népében Móricz Zsigmond (1941). A második világháborút követően a kolozsvári népbíróság vád alá helyezte, mely szerint "fasiszta propagandát" fejtett ki, de 1946. április 15-én felmentették a vádak alól.